# Daniel Daio
Daniel Daio (1947) foi um político são-tomense. Durante 1991 e 1992, foi primeiro-ministro de São Tomé e Príncipe representando o Partido de Convergência Democrática-Grupa de Reflexão.

## Biografia
Quando o arquipélago se tornou independente em 1975, ele era membro do então Movimento de Libertação de São Tomé e Príncipe (MLSTP), um estado de partido único. Exerceu anteriormente as funções de Ministro da Defesa e Segurança Nacional, mas foi destituído em 1982 pelo Presidente Manuel Pinto da Costa, que se autoproclamou para o cargo.  Quando a nação se tornou um estado multipartidário em 1990, ele era secretário-geral do novo partido, o Grupo de Reflexão do Partido da Convergência Democrática (PCD-GR) e Leonel Mário d'Alva voltou do exílio e tornou-se presidente.
Ele venceu as primeiras eleições legislativas multipartidárias em 1991 com 54,4% e obteve 33 assentos no parlamento e mais tarde tornou-se primeiro-ministro em 7 de fevereiro. A economia do país era pobre, ele liderou reformas recomendadas pelo FMI (Fundo Monetário Internacional) e pelo Banco Mundial . Os preços dos bens e necessidades subiam, a desvalorização da dobra em 40% provocou protestos massivos e pedidos de demissão. Em 16 de maio de 1992 deixou o cargo e o cargo foi sucedido por Norberto Costa Alegre .

Em fevereiro de 1993, renunciou ao cargo de secretário-geral de seu partido PCD-GR.